# Invictokoala
Invictokoala monticola — вимерлий сумчастий ссавець з серединного плейстоцену центрально-східного Квінсленду, Австралія. Голотип був знайдений під час розкопок печери на горі Етна (місцевій горі в центрально-східному Квінсленді, яка була названа на честь знаменитого сицилійського вулкана).